# Явански носорог
Яванският носорог (Rhinoceros sondaicus) е един от петте вида съвременни носорози. Това е изключително рядък вид, чиято популация е доста ниска. Известен е под името брониран носорог – наименование, давано и на доста наподобяващия на външен вид негов събрат индийски носорог.

## Ареал и численост
Някога яванският носорог се е срещал в цяла Азия, но днес са останали по-малко от 100 индивида, живеещи на свобода. Среща се в доста ограничени територии в Индонезия – на островите Ява, Суматра и Борнео. Има и малки на брой популации в Лаос, Южен Виетнам и Мианмар. Няма данни дали видът все още се среща в Камбоджа, но се счита, че там все още има не повече от 40 индивида. Доста по-стабилна е популацията на вида в националния парк Уджунг-Кулон в западната част на индонезийския остров Ява.

## Размери
Яванските носорози са доста едри животни. Възрастните индивиди достигат дължина 3,5 m, височина до 2 m и тегло между 2500 и 3000 kg. По размери се приближават до индийския носорог. Заедно с него яванският носорог е вторият по размери носорог след белия носорог.